# Karlsruhe
 Ovo je glavno značenje pojma Karlsruhe. Za druga značenja pogledajte Karlsruhe (razdvojba).
Karlsruhe je s oko 296.033 stanovnika (2012.) po veličini drugi grad savezne pokrajine Baden-Württemberg, sjedište je okružne uprave Karlsruhe te uprave regije Mittlerer Oberrhein (Srednja gornja dolina Rajne). Na zapadu graniči sa saveznom pokrajinom Porajnje-Falačka, Rajna je granica između ovih dviju saveznih država. Karlsruhe leži u trinacionalnoj regiji Oberrhein: Elzas u Francuskoj, južni i srednji Baden te južno Porajnje-Falačka u Njemačkoj i švicarski kantoni Basel-grad, Basel-pokrajina, Jura, Solothurn i Aargau; 5,9 milijuna stanovnika na 21.550 km² površine.
Karlsruhe je planirani grad (engl. New Town) što znači da je grad izgrađen na temelju plana, sve ulice i građevine su izgrađene istovremeno, na prostoru koji je prije gradnje bio potpuno prazan. Središte grada je barokni dvorac od kojeg se ulice šire u obliku lepeze ili zraka sunca, odatle nadimak - Fächerstadt (Grad lepeze). Karlsruhe je poznat kao rezidencija prava, u njemu se nalaze Vrhovni i Ustavni sud Savezne Republike Njemačke.

## Zemljopis
Grad leži na području Oberrheinische Tiefebene (Gornja-rajnska dolina). Rajna, jedan od najvaznijih svjetskih vodenih puteva, leži na zapadu grada. Na istoku izlazi Karlsruhe s brijegom Turmberg iz kotline i prelazi u sjeverni Schwarzwald. Gradom i okružjem teku dvije manje rijeke, Alb i Pfinz. Karlsruhe je izgrađen izvan poplavnih područja na terasama gornje Rajne koja ima višu nadmorsku visinu od regije Rheinau na zapadu i Kinzig-Murg-Rinne na jugoistoku. Marktplatz (Trg) u centru grada ima nadmorsku visinu od 114,9 m, Grünwettersbach je s 322,7 m je najviša točka okruga.
Površina grada iznosi 173,46 km², po veličini na 30. mjestu u Njemačkoj. Karlsruhe se nalazi na 49. stupnju geografske širine, na istoj paraleli kao i gradovi Presov (Slovačka), Hulun Buir (Kina), Vancouver (Kanada) i Paris (Francuska).

## Klima
S prosječnom temperaturom od 10,7 stupnjeva i 70 sunčanih dana godišnje je Karlsruhe jedan od najtoplijih gradova u Njemačkoj. Njegov položaj u kotlini regije gornje Rajne se ljeti manifestira sparnom vrućinom, a zimi tipičnom maglom te blagim temperaturama.

## Povijest
Grad je osnovan, planiran i izgrađen 1715. godine na području Hardtwalda, povijesnog šumskog područja između gradova Rastatt i Schwetzingen. U blizini novoizgrađenog grada je bilo manjih mjesta i gradića koja su kasnije priključena gradu, četvrti koje su danas starije su od jezgre.
U četvrtima Knielingen, Rüppur i Durlach su pronađeni predmeti iz brončanog doba, te grobovi iz ranog željeznog doba. Osim toga su u četvrti Grünwinkel u 20-tim godinama prošlog stoljeća pronađeni ostaci peći za pečenje opeka kao i lončarskih peći koje su najvjerojatnije bile korištene u 2.st. Otkriveni su i grobovi, predmeti i kovanice iz rimskog doba. 786. godine se četvrt Knielingen spominje po prvi put u dokumentima.
Grofovi von Hohenberg su u 11.stoljeću izgradili tvrđavu na brijegu Turmbergu kod Durlacha. 1094. godine su donirali benediktinski samostan Gottesaue na čijem je mjestu krajem 16. stoljeću izgrađen dvorac Gottesaue. Samostan je povoljno utjecao na razvoj grada. 
1565. je Markgrof Karl II prebacio svoje sjedište iz obližnjeg Pforzheima u Durlach čime je pozitivno utjecao na gospodarski i kulturni razvoj grada.
U tridesetogodišnjem ratu je uništen Rintheim, Durlach, Hagsfeld i Mühlburg, za vrijeme Rata za austrijsko nasljede su uništeni dvorac Gottesaue, te četvrti Knielingen i Daxlanden.
Godine 1699. su se izbjegli Hugenoti naselili u gradskoj četvrti Neureut. Novonastali predio je dobio ime Welschneureut. Stari dio Neuereuter se zvao Teuschneureut.

### 18. stoljeće
Legenda kaže da je Karl-Wilhelm, Markgrof Baden-Durlacha, za vrijeme lova u Hartwaldu zaspao i sanjao o raskošnom dvorcu koji kao sunce leži u središtu njegove nove rezidencije i sve se ulice šire iz središta kao zrake sunca. Dao je plan dvorca u nalog te osnovao po njemu nazvan grad (Carlos Ruhe – Carlosov mir) Karlsruhe 1715. godine polijeganjem kamena temeljca za dvorac.
Karlsruhe je jedan od posljednjih europski gradova nastalih po planu, u ovom slučaju po planu Markgrofa koji je svoju dotadašnju rezidencju u srednjovjekovnom i vrlo tijesnom gradiću Durlach želio napustiti i izgraditi novu i prostraniju. Njegovu predođbu o novonastalom gradu je zapisao u povijesnom dokumentu  „Privilegienbrief“ (Pismo Privilegija). Taj dokument nosi u sebi napredne ideje, danas karakteristike demokratske države kao npr. sloboda samoispovijest, samoodređenost, gospodarske slobode, jednakost pred zakonom, političku ravnopravnost.
U osnivanju grada su sudjelovali ljudi iz Francuske, Poljske, Italije, Švicarske te iz mnogih drugih zemalja ondašnje rascjepljene Njemačke. Prvi gradonačelnik je bio Johann Sembach iz Straßburga u Francuskoj. Do 1771. je Karlsruhe bio rezidencija Markgrofovije Baden-Durlach, nakon ujedinjenja s Markgrofovijom Baden-Baden je bio rezidencija čitave Markgrofovije Baden.

### 19.stoljeće
Od 1806. godine je grad bio rezidecnija badenskih Velikih vojvoda. Veliki vojvoda Carl je bio tvorac vrlo liberalnog ustav tzv. Badenskog Ustava.
1825. je Veliki vojvoda Ludwig I. osnovao Polytechnikum (u 19 st. zajedničko ime viših tehničkih škola)  čime je položen temeljac današnjeg univerziteta, Karlsruher Institut für Technologie.
1836. je osnovan Administrativni sud (prvi u Njemačkoj). Administrativni
sud ima obavezu po potrebi ukinuti odluke državnih ustanova ili obavezati državne
ustanove u djelovanju, te ulogu zaštite građanskih prava pred državom, prava koja su građanima ustavom
garantirana. To je bio prvi korak kojim je Karlsruhe od svojih podanika učinio građane. Badenska liberarnost dokazala se i dekretom kojim su židovima već 1862. priznata građanska prava.

### 20.stoljeće
Broj stanovnika je 1901. iznosio više od 100.000, Karlsruhe je postao velegrad kojem se priključio veliki broj okolnih općina. Nakon Njemačke revolucije 1918. je Karlsruhe postao glavni grad Slobodne države Baden.
U drugom svjetskom ratu je Elzas priključen Trećem Reichu te je Karlsruhe bio glavni grad Gaua Baden-Elzas.
Nakon rata je grad pripao saveznoj državi Baden-Württemberg.
Godine 1977. izvršen je atentat na generalnog državnog odvjetnika Siegfrieda Bubacka, teroristi Frakcije Crvene armije su odgovorni za smrt generalnog državnog odvjetnika, njegovog vozača i jednog sudskog činovnika.

## Religija
1556. je u markgrofoviji Baden- Durlach uvedena luterska reformacija. Većina stanovništva je imalo protestansku vjeru. S Pismom Privilegija iz 1715. je Karl Wilhelm želio podstreći građane da se dosele u novoizgrađeni grad. Kao prvo na listi " Privilegija" je bila sloboda vjeroispovjesti. Nakon kratkog vremena su se doselili prvi katolici i židovi.
Danas je broj katolika (31,7%) tek nesto viši od broja protestanata (29,7%).
Židovska kulturna zajednica je 2006. imala 830 članova. Karlsruhe ima 11 džamija koje koriste 2673 članova muslimanske vjerske zajednice. Osim toga su u gradu registrirane različite kršćanske i druge vjerske zajednice kao Bahai, Kadampa, Vipassana, Zen Budizam, Eckankarna, Sathya te Sai centar.

## Poznate osobe
- Karl Friedrich (Baden), Markgrof, Knez Izbornik i Veliki Vojvoda Badena
- Carl Benz, inženjer i pionir automobilske industrije
- Karl Drais, izumitelj bicikla
- Marie-Luise Kaschnitz, književnica
- Walter Helmut Fritz, književnik
- Peter Sloterdijk, filozof, kulturoznanstvenik i rektor Staatlichen Hochschule für Gestaltung Karlsruhe (Sveučilište za umjetnosti i dizajna Karlsruhe)
- Nino de Angelo, pjevač
- Mehmet Scholl, njemački nogometaš
- Oliver Bierhoff, njemački nogometaš
- Oliver Kahn, njemački nogometni vratar
- Andreas Deris, pjevač sastava Helloween
- Pamela Reif, model
- Marco Pašalić, nogometaš

## Gradovi partneri
| Francuska       | Nancy, Francuska, od 1955.                   |
| Velika Britaija | Nottingham, Ujedinjeno Kraljevstvo, od 1969. |
| Saska-Anhalt    | Halle, Saska-Anhalt, od 1987.                |
| Rumunjska       | Temišvar, Rumunjska, od 1992.                |
| Rusija          | Krasnodar, Rusija, od 1992.                  |

## Galerija
- Dvorac Karlsruhe noću
- Piramida Friedricha Weinbrennera na glavnom trgu
- Rijeka Alb
- Wildparkstadion
- Evangelistička crkva
- Stari tramvaj

## Vanjske poveznice
- Službena stranica

### Ostali projekti
|  | Zajednički poslužitelj ima još gradiva o temi Karlsruhe |